# Mistyka nadreńska

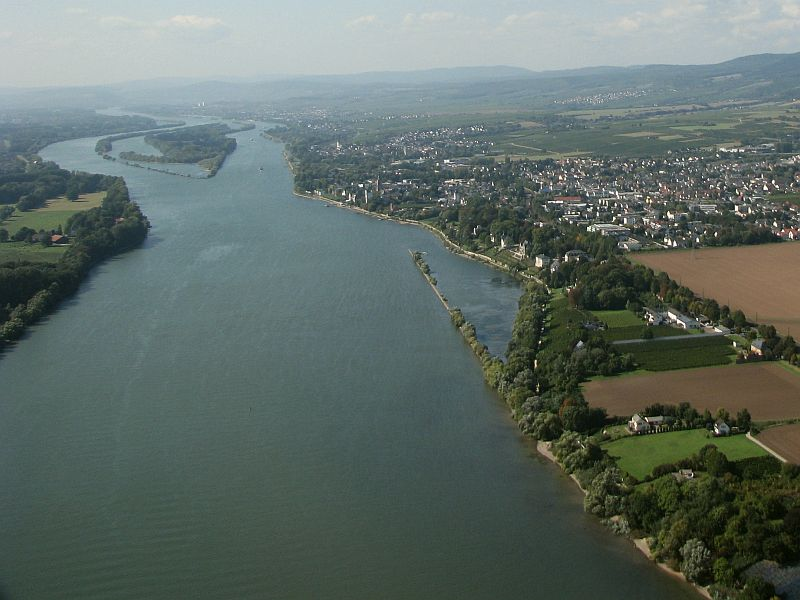
Dolina Renu

Mistyka nadreńska albo Nadreńska szkoła duchowości – średniowieczny nurt mistyki chrześcijańskiej, rozwijający się od drugiej połowy XIII wieku w dolinie Renu w środowisku dominikańskim, zwłaszcza w żeńskich klasztorach mniszek oraz wśród beginek i begardów. Pod jej wpływem była także mistyka nupcjalna (oblubieńcza) propagowana przez cysterki z Helfty, np. Mechtyldę z Magdeburga oraz Hadewijch.

## Charakterystyka
Jej twórcą i głównym przedstawicielem był Mistrz Eckhart. Ten dominikański kaznodzieja i profesor teologii w swych kazaniach, które miały charakter konferencji duchowych skierowanych głównie do mniszek dominikańskich, akcentował konieczność kształtowania w sobie człowieka wewnętrznego, który szuka pełnienia woli Bożej, odwracając się od świata stworzeń. Jego mistyka określana była jako spekulatywna lub istotowa (niem. Wesensmystik). W określeniu spekulatywny chodzi bardziej o pierwotne łacińskie znaczenie tego słowa: oglądać, stąd dzisiejszym odpowiednikiem tego terminu jest słowo kontemplatywny. Człowiek jest powołany do zjednoczenia z Bogiem w głębi swego istnienia. Eckhart akcentował nicość stworzenia, oraz działanie łaski, poprzez którą dokonuje się narodzenie Boga w duszy, czyli unio mistica (łac. jedność mistyczna), które jest nieprzekazywalne w kategoriach filozofii scholastycznej. 
Wśród głównych przedstawicieli tej mistyki wymienia się także Jana Taulera i bł. Henryka Suzona i bł. Małgorzatę Ebner. Mistyka nadreńska wywarła znaczący wpływ na chrześcijańską duchowość europejską. Inspirowali się nią także tacy katoliccy mistycy, jak Jan Ruysbroeck, Tomasz à Kempis, Teresa z Ávili oraz Jan od Krzyża.